# Rainer Müller-Hörner
Rainer Müller-Hörner (Fürth, 27 de enero de 1967) es un deportista alemán que compitió en triatlón.
Ganó una medalla de plata en el Campeonato Mundial de Triatlón de 1992 y tres medallas en el Campeonato Europeo de Triatlón entre los años 1993 y 1995. Además, obtuvo una medalla de bronce en el Campeonato Mundial de Ironman de 1995.

## Palmarés internacional
| Campeonato Mundial | Campeonato Mundial      | Campeonato Mundial | Campeonato Mundial |
| Año                | Lugar                   | Medalla            | Prueba             |
| ------------------ | ----------------------- | ------------------ | ------------------ |
| 1992               | Huntsville (Canadá)     | Medalla de plata   | Individual         |
| Campeonato Europeo |                         |                    |                    |
| Año                | Lugar                   | Medalla            | Prueba             |
| 1993               | Echternach (Luxemburgo) | Medalla de bronce  | Individual         |
| 1994               | Eichstätt (Alemania)    | Medalla de bronce  | Individual         |
| 1995               | Estocolmo (Suecia)      | Medalla de oro     | Individual         |

| Campeonato Mundial | Campeonato Mundial     | Campeonato Mundial | Campeonato Mundial |
| Año                | Lugar                  | Medalla            | Prueba             |
| ------------------ | ---------------------- | ------------------ | ------------------ |
| 1995               | Hawái (Estados Unidos) | Medalla de bronce  | Individual         |